# Solitudine (Chagall)
Solitudine è un quadro di Marc Chagall, dipinto nel 1933 durante l'ascesa del partito nazista in Germania e rappresenta il preannuncio dell'imminente sofferenza del popolo ebraico e la condizione di isolamento del popolo.
La scena rappresenta un ebreo barbuto seduto su di un prato, che in atteggiamento pensieroso e con aria malinconica tiene nella mano sinistra il rotolo chiuso della legge di Mosè, la Torah. L'uomo sembra afflitto da malinconici pensieri immerso in una tristezza a cui non trova rimedio neanche consultando le tavole della legge che ora sono chiuse nella sua mano. Accanto all'uomo c'è una mucca anch'essa triste e un piccolo violino che suona. Entrambe le figure sono sedute su di un prato al di fuori di una città, appena visibile sullo sfondo. Il luogo, la postura e l'espressione dell'uomo fanno pensare che l'ebreo si sia allontanato da casa per cercare un luogo tranquillo dove poter pensare e trovare una soluzione al grave problema che lo preoccupa.
Ma ecco che all'orizzonte si alzano delle nubi nere minacciose che stanno inghiottendo il paesaggio e dopo aver allontanano l'angelo dal paese si dirigono verso le due figure.
La premonizione del male viene presentato, da questi semplici elementi. La mucca e il violino insieme all'uomo barbuto simboleggiano il popolo ebraico,  le minacciose nubi nere che avvolgono il paese sullo sfondo rappresentano il male che sta per abbattersi sul popolo mentre le leggi della tradizione ebraica chiuse insieme alla fuga dell'angelo segnano la perdita della protezione divina e della felicità che fanno posto alla tristezza e al dolore. Il dipinto inoltre rappresenta l'isolamento che viene imposto al popolo ebraico.
L'atmosfera malinconica del quadro quindi richiama l'attenzione sui pericoli che incombevano per il pittore, sul suo popolo e su tutta l'Europa e si realizzano in questa sorta di preannuncio di sofferenza.